# Folembray
Folembray est une commune française située dans le département de l'Aisne en région Hauts-de-France.

## Géographie

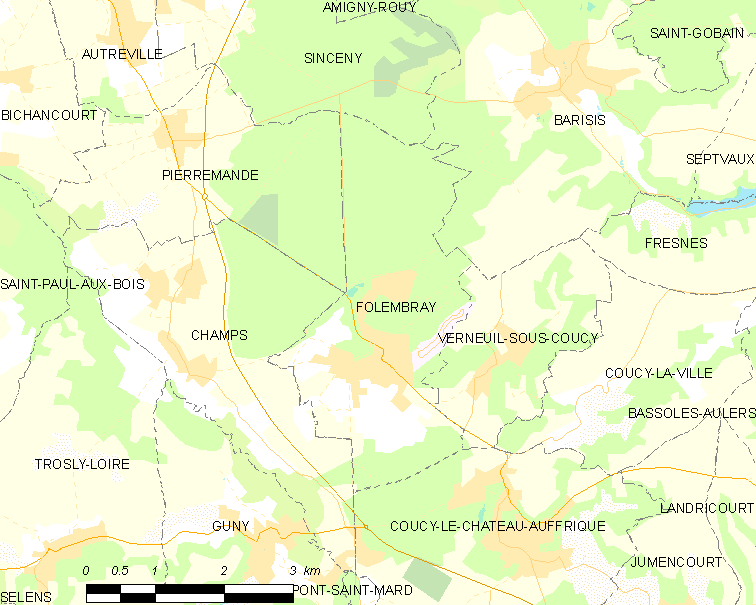
Folembray et les communes environnantes.

Commune située dans l'Ouest du département de l'Aisne. Ses communes voisines sont Champs, Pierremande, Sinceny, Barisis-aux-Bois, Verneuil-sous-Coucy et Coucy-le-Château-Auffrique.

### Hydrographie
La commune est située dans le bassin Seine-Normandie. Elle est drainée par le ru de l'Aulnois, le fossé 01 de la commune de Pierremande, le ru de Courbesseaux, le ru Gaudon et le ru Joseph,,.

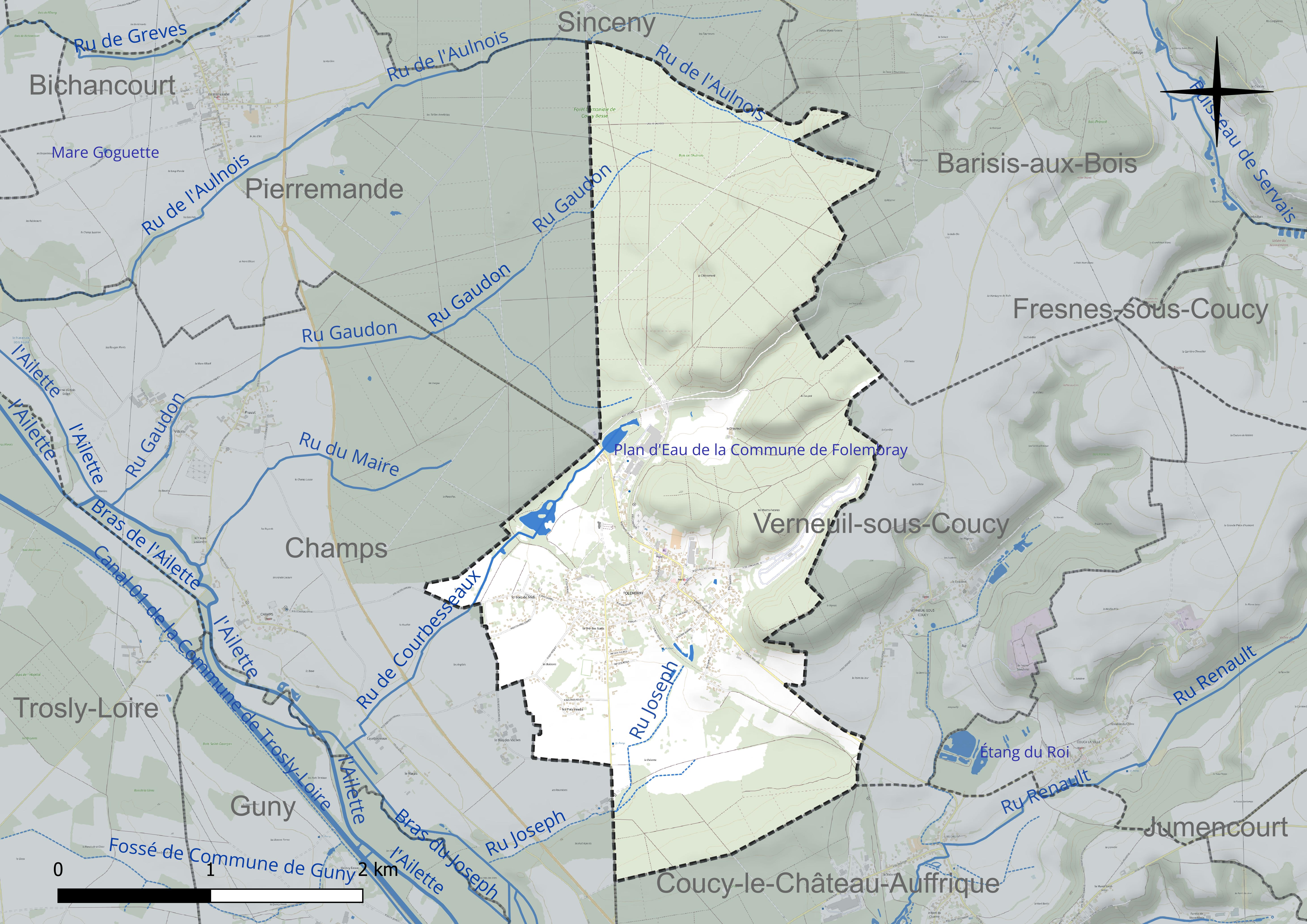
Réseau hydrographique de Folembray.

Un plan d'eau complète le réseau hydrographique : le plan d'eau de la commune de Folembray (1,8 ha),.

### Climat
Pour des articles plus généraux, voir Climat des Hauts-de-France et Climat de l'Aisne.
En 2010, le climat de la commune est de type climat océanique dégradé des plaines du Centre et du Nord, selon une étude du CNRS s'appuyant sur une série de données couvrant la période 1971-2000. En 2020, Météo-France publie une typologie des climats de la France métropolitaine dans laquelle la commune est exposée à un climat océanique altéré et est dans la région climatique Nord-est du bassin Parisien, caractérisée par un ensoleillement médiocre, une pluviométrie moyenne régulièrement répartie au cours de l'année et un hiver froid (3 °C).
Pour la période 1971-2000, la température annuelle moyenne est de 10,5 °C, avec une amplitude thermique annuelle de 15 °C. Le cumul annuel moyen de précipitations est de 726 mm, avec 11,9 jours de précipitations en janvier et 8,9 jours en juillet. Pour la période 1991-2020, la température moyenne annuelle observée sur la station météorologique la plus proche, située sur la commune de Chauny à 10 km à vol d'oiseau, est de 11,1 °C et le cumul annuel moyen de précipitations est de 709,9 mm,. Pour l'avenir, les paramètres climatiques de la commune estimés pour 2050 selon différents scénarios d'émission de gaz à effet de serre sont consultables sur un site dédié publié par Météo-France en novembre 2022.

## Urbanisme

### Typologie
Au 1er janvier 2024, Folembray est catégorisée bourg rural, selon la nouvelle grille communale de densité à 7 niveaux définie par l'Insee en 2022.
Elle est située hors unité urbaine et hors attraction des villes,.

### Occupation des sols
L'occupation des sols de la commune, telle qu'elle ressort de la base de données européenne d'occupation biophysique des sols Corine Land Cover (CLC), est marquée par l'importance des forêts et milieux semi-naturels (61,3 % en 2018), une proportion sensiblement équivalente à celle de 1990 (61,4 %). La répartition détaillée en 2018 est la suivante : 
forêts (55,4 %), terres arables (15,9 %), zones urbanisées (14,1 %), milieux à végétation arbustive et/ou herbacée (6 %), zones agricoles hétérogènes (5,8 %), espaces verts artificialisés, non agricoles (2,8 %).
L'évolution de l'occupation des sols de la commune et de ses infrastructures peut être observée sur les différentes représentations cartographiques du territoire : la carte de Cassini (XVIIIe siècle), la carte d'état-major (1820-1866) et les cartes ou photos aériennes de l'IGN pour la période actuelle (1950 à aujourd'hui).

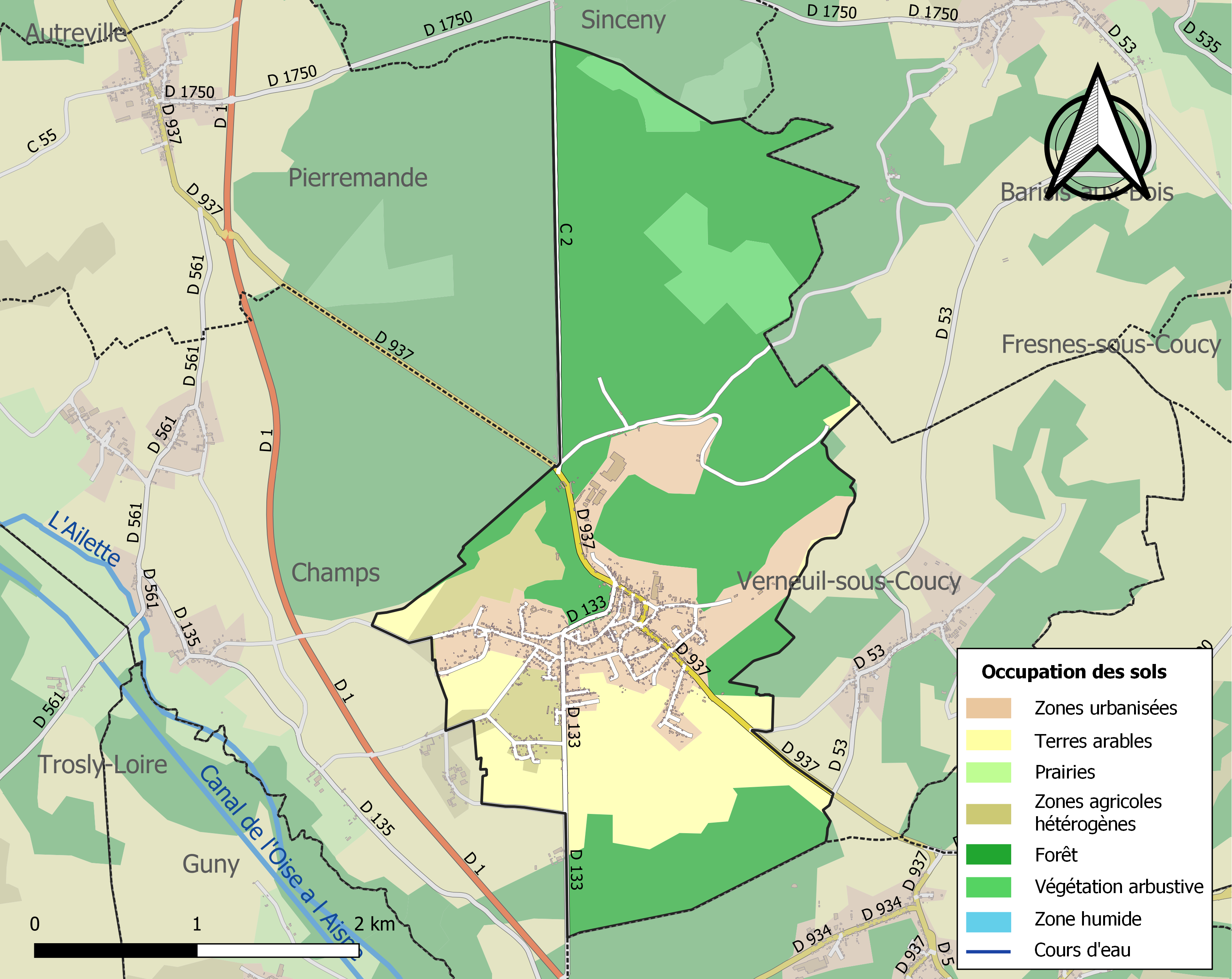
Carte de l'occupation des sols de la commune en 2018 (CLC).

## Toponymie
Le nom de la localité est attesté sous les formes Altare de Folembrayo (1059) ; Foulembrai (1158) ; Folembrai (1174) ; ecclesia de Folembraie (1193) ; Foulembray (1209) ; Nemus quod dicitur parcus de Folembrai (1276) ; Folenbraye (1539) ; Foullembray (1592) ; Follembray (1595) ; Folambray (1596) ; Paroisse Saint-Pierre-de-Folembrai (1681) ; Folembraye (1729).
Le second élément -bray, qui a survécu à l'ancien français, a régionalement le sens de « boue », il semble avoir signifié primitivement « vallée » ou « marais » et convient à un site placé en bordure de la Basse forêt de Coucy et à proximité de la vallée marécageuse de l'Ailette, comme c'est le cas pour Folembray.

## Histoire
Après la défaite de Vercingétorix, Rome envoya des colons pour défricher de vastes terrains dans le Laonnois. Agrippa, lieutenant de César victorieux, ouvrit des chaussées que la reine Brunehaut restaura six cents ans plus tard. Les premiers habitants de Folembray (Follembrayum : marais boisé) furent donc les esclaves romains employés à la construction de cette voie. Une verrerie y fut fondée en 1706. Des vestiges retrouvés en 1859 lors de la construction du château du baron de Poilly font penser qu'une villa romaine fut construite à Folembray près de la chaussée. Ce devait être une station de relais (veredorum statio) qui a dû exister jusqu'à la fin du IVe siècle, époque où la région fut dévastée par des hordes. En 481, Clovis devint par conquête le premier seigneur de Folembray.
Le village de Folembray possédait jusqu'en 1937 une gare ouverte aux voyageurs sur la ligne de Chauny à Anizy-Pinon.

## Politique et administration

### Découpage territorial
La commune de Folembray est membre de la communauté de communes Picardie des Châteaux, un établissement public de coopération intercommunale (EPCI) à fiscalité propre créé le 1er janvier 2017 dont le siège est à Pinon. Ce dernier est par ailleurs membre d'autres groupements intercommunaux.
Sur le plan administratif, elle est rattachée à l'arrondissement de Laon, au département de l'Aisne et à la région Hauts-de-France. Sur le plan électoral, elle dépend du  canton de Vic-sur-Aisne pour l'élection des conseillers départementaux, depuis le redécoupage cantonal de 2014 entré en vigueur en 2015, et de la quatrième circonscription de l'Aisne  pour les élections législatives, depuis le dernier découpage électoral de 2010.

### Administration municipale
| Période                                  | Période                   | Identité                        | Étiquette | Qualité                                                                |
| ---------------------------------------- | ------------------------- | ------------------------------- | --------- | ---------------------------------------------------------------------- |
| Les données manquantes sont à compléter. |                           |                                 |           |                                                                        |
| 1800                                     |                           | François Pipelet de Montizeaux  |           |                                                                        |
| 1805                                     |                           | Jean Carlier                    |           |                                                                        |
| 1808                                     |                           | Joseph Champenois               |           |                                                                        |
| 1814                                     |                           | Charles de Poilly               |           |                                                                        |
| 1817                                     |                           | Charles de Poilly               |           |                                                                        |
| 1826                                     |                           | Xavier de l'Age                 |           |                                                                        |
| 1849                                     |                           | Henri Charles Georges de Poilly |           |                                                                        |
| 1862                                     | 1877                      | Benjamin Labarbe                |           |                                                                        |
| 1877                                     | 1925                      | Gaston de Brigode               |           | Comte                                                                  |
| 1925                                     | 1944                      | Navarre                         |           |                                                                        |
| 1944                                     | 1947                      | Haber                           |           |                                                                        |
| 1947                                     | 1953                      | Vieillard                       |           |                                                                        |
| 1953                                     | 1965                      | Yon                             |           |                                                                        |
| 1965                                     | 1971                      | Masset                          |           |                                                                        |
| 1971                                     | 1976                      | Marchal                         |           |                                                                        |
| 1976                                     | 1995                      | Bernard Hiverlet                | PCF       |                                                                        |
| 1995                                     | 1999                      | Hugues Martin                   | RPR       | Conseiller général du canton de Coucy-le-Château-Auffrique (1976-2001) |
| mars 2001                                | 2014                      | Denis Cordier                   | CPNT      |                                                                        |
| 2014                                     | En cours (au 30 mai 2020) | Jacques Portas                  | SE        | Retraité Fonction publique Réélu pour le mandat 2020-2026,             |

## Démographie
L'évolution du nombre d'habitants est connue à travers les recensements de la population effectués dans la commune depuis 1793. Pour les communes de moins de 10 000 habitants, une enquête de recensement portant sur toute la population est réalisée tous les cinq ans, les populations de référence des années intermédiaires étant quant à elles estimées par interpolation ou extrapolation. Pour la commune, le premier recensement exhaustif entrant dans le cadre du nouveau dispositif a été réalisé en 2007.

En 2022, la commune comptait 1 362 habitants, en évolution de −2,37 % par rapport à 2016 (Aisne : −1,97 %, France hors Mayotte : +2,11 %).
| 1793 | 1800 | 1806 | 1821 | 1831 | 1836 | 1841  | 1846  | 1851  |
| ---- | ---- | ---- | ---- | ---- | ---- | ----- | ----- | ----- |
| 343  | 409  | 440  | 493  | 901  | 961  | 1 057 | 1 112 | 1 098 |

| 1856  | 1861  | 1866  | 1872  | 1876  | 1881  | 1886  | 1891  | 1896  |
| ----- | ----- | ----- | ----- | ----- | ----- | ----- | ----- | ----- |
| 1 084 | 1 280 | 1 308 | 1 481 | 1 565 | 1 669 | 1 728 | 1 833 | 1 816 |

| 1901  | 1906  | 1911  | 1921  | 1926  | 1931  | 1936  | 1946  | 1954  |
| ----- | ----- | ----- | ----- | ----- | ----- | ----- | ----- | ----- |
| 1 749 | 1 717 | 1 828 | 1 256 | 1 924 | 2 090 | 1 681 | 1 476 | 1 730 |

| 1962  | 1968  | 1975  | 1982  | 1990  | 1999  | 2006  | 2007  | 2012  |
| ----- | ----- | ----- | ----- | ----- | ----- | ----- | ----- | ----- |
| 1 594 | 1 497 | 1 368 | 1 389 | 1 421 | 1 490 | 1 530 | 1 535 | 1 428 |

| 2017  | 2022  | - | - | - | - | - | - | - |
| ----- | ----- | - | - | - | - | - | - | - |
| 1 386 | 1 362 | - | - | - | - | - | - | - |

## Culture locale et patrimoine

### Lieux et monuments
- Circuit automobile.

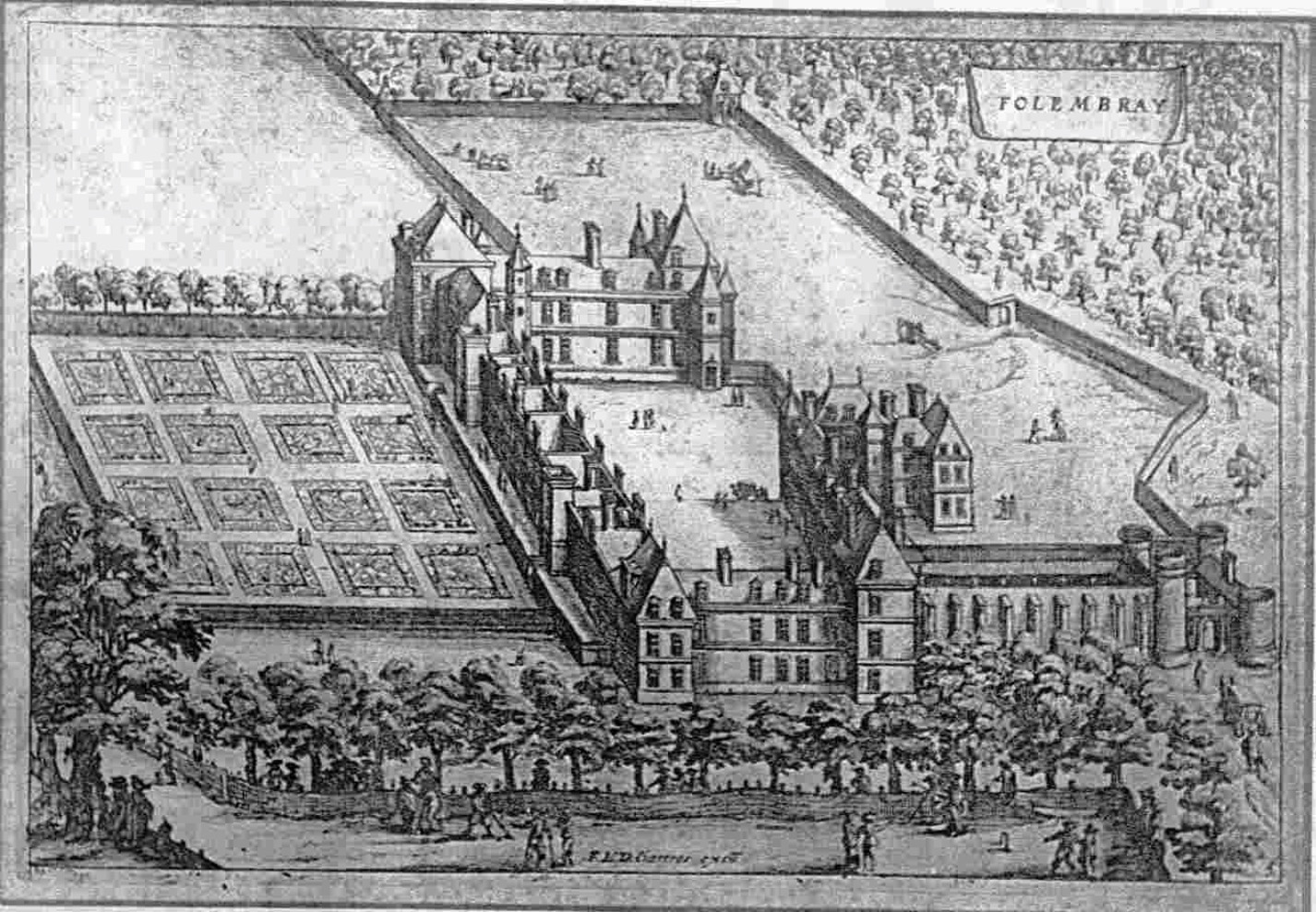
Une vue du château de Folembray au début du XVIIe siècle.

- Vestiges du château de Folembray construit vers 1210 par Enguerrand de Coucy, et remanié par François Ier au début du XVIe siècle. Il fut ravagé, en 1552, par les troupes de Charles Quint[33], puis partiellement restauré par Henri II.
- L'église Saint-Pierre, reconstruite après la Première Guerre mondiale.

### Personnalités liées à la commune
- Claude Pierrard est un journaliste et animateur de télévision français né le 20 décembre 1943 à Folembray.

### Héraldique
| Blason de Folembray | Blason  | Taillé d'or à un arbre arraché au naturel, et de gueules à un pigeon contourné du premier perché sur une branche de sable ; à la barre de sinople brochant sur la partition. Ornements extérieursCroix de guerre 1914-1918 |
| Blason de Folembray | Détails | Blason adopté par la municipalité. |
| Blason de Folembray | Alias   | D'azur à l'arbre [sec] de sinople soutenu d'un marais [tierce ondée] de sable. |

## Pour approfondir